# بيلايا خولونيتسا

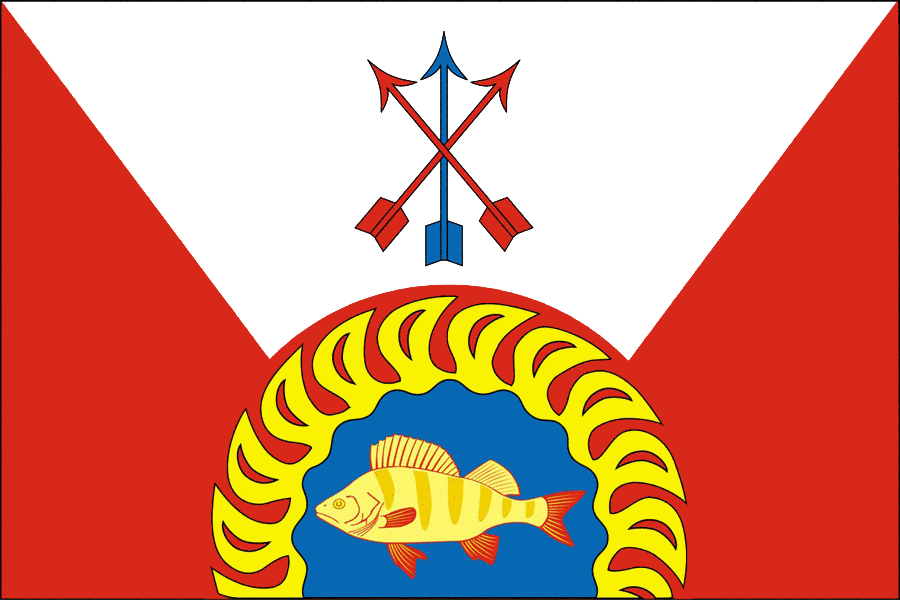
علم بيلايا خولونيتسا

بيلايا خولونيتسا (بالروسية: Белая Холуница) هي إحدى مدن روسيا في الكيان الفدرالي الروسي كيروف أوبلاست.